# Lista de vulcões do Chade
Esta é uma lista de vulcões ativos e extintos no Chade.
| Nome       | Elevação | Elevação | Localização          | Última erupção |
| Nome       | metros   | pés      | Coordenadas          | Última erupção |
| Abeki      | 2450     | 8036     | 21° 06′ N, 17° 00′ L | -              |
| Emi Koussi | 3415     | 11,204   | 19° 48′ N, 18° 32′ L | Holoceno       |
| Oyoye      | 2230     | 7314     | 20° 29′ N, 17° 19′ L | -              |
| Tarso Toh  | 2000     | 6562     | 21° 20′ N, 16° 20′ L | Holoceno       |
| Toussidé   | 3265     | 10,712   | 21° 02′ N, 16° 27′ L | Holoceno       |
| Tarso Voon | 3100     | 10,170   | 20° 55′ N, 17° 17′ L | Holoceno       |
| Tieroko    | 2910     | 9545     | 20° 24′ N, 17° 31′ L | -              |
| Yega       | 2500     | 8200     | 20° 22′ N, 17° 14′ L | -              |